# Academic Rights Watch
Academic Rights Watch är en svensk insamlingsstiftelse grundad 2015 med syfte att "främja den akademiska friheten främst i Sverige men även utomlands."
Academic Rights Watch är en politisk och religiöst obunden organisation med en uttalad avsikt att kritiskt granska och uppmärksamma försök att inskränka lärares och forskares grundläggande rättigheter såsom yttrande- och åsiktsfrihet. På stiftelsens webbplats publiceras granskande och kritiska artiklar om den akademiska friheten. Stiftelsens ordförande är Erik J. Olsson. Tillsammans med Magnus Zetterholm grundade han stiftelsen 2015.
2021 riktade Justitieombudsmannen efter en anmälan från Academic Rights Watch en erinran om att iaktta saklighet och opartiskhet mot Lunds Universitets dåvarande rektor Torbjörn von Schantz.

## Pris för akademisk frihet
Stiftelsen delar ut ett pris på 10 000 kronor till personer tagit någon form av personlig risk, visat modet att stå upp för en grundläggande princip och särskilt utmärkt sig genom att främja den akademiska friheten i Sverige. 
- 2020 utsågs dåvarande redaktören på studenttidningen Lundagård Louise Lennartsson till pristagare för flera grävande reportage om akademisk frihet.[5]
- 2022 utsågs forskaren Johan Gärdebo till pristagare för att han med risk för sin fortsatta akademiska karriär valde att publicera en debattartikel[6] i Aftonbladet som kritiserade den ideologiska styrningen vid klimatforskningsprogrammet Seed Box vid Linköpings Universitet.[7]
- 2023 utsågs forskaren vid Institutet för Näringslivsforskning Adrian Mehic till vinnare av priset för att han i medierna[8] och via en JO-anmälan[9] uppmärksammat allmänheten på Lunds universitets agerande efter att en av hans studier anmälts av universitetet för ”avvikelse från god forskningssed”.[10][11]